# Bård Ylvisåker
Bård Urheim Ylvisåker (født 21. marts 1982) er en norsk artist og komiker, som er mest kendt fra revygruppen Ylvis. Han og broren, Vegard Ylvisåker, stammer fra Sogn, men er opvokset i Bergen, Angola og Mozambique. Sammen med Vegard har han talkshowet I kveld med Ylvis på TVNorge.

## Karriere
Han startede sin professionelle karriere i efteråret 2000 med den kritikerroste forestilling Ylvis – en kabaret, efter Peter Brandt havde opdaget Bård i en af hans forestillinger på Fana Skoleteater. I sommeren 2004 solgte de billetter for 4,8 millioner kroner til forestillingen Ylvis – En konsert, som gik i Tønsberg. De parodierer alt fra Gud i himmelen til svenske ishockeyspillere, fra moderne ballet til boyband. Duoen har optrådt over hele Norge og har også har haft faste indslag i Trond-Viggo Torgersens TVT og Rune Larsens Absolutt norsk på NRK.
I sommeren 2006 og 2008 præsenterede Bård og Vegard radioprogrammet O-fag på NRK P3. I Efteråret 2007 kørte rejse-dokumentarserien Norges herligste på TVNorge, hvor de rejste rundt i Norge og besøgte originaler. De havde også et program som hed Ylvis møter veggen på samme kanal i 2008, hvor de skulle komme igennem en væg af polystyren. Klarede de det ikke, faldt de ned i et iskoldt bassin. I 2009 sendte TV Norge programmet Hvem kan slå Ylvis, hvor deltagerne kunne dyste mod Ylvis-brødrene og vinde fra 250.000 kr. til 1.000.000 kr. I foråret 2010 fulgte en ny sæson af Nordens herligste på TVNorge, men denne gange i hele Norden. Den 20. januar 2011 var der premiere på forestillingen Ylvis 4 på Ole Bull Scene i Bergen.